# Юберморген
„Юберморген“ е артистична група, основана от Ханс Бернхард и Лизвлкс във Виена, Австрия през 1999 г.
Übermorgen е немска дума за „вдругиден“ (денят след утре) или „свръхутре“.
Фокусира се върху изследването на съвременни правни проблеми предимно в областите на сигурността, защитата на личните данни и авторските права.